# Стефан Мартишкевич-Бусинський
Стефан Мартишкевич-Бусинський ЧСВВ (лат. Stephanus Martyszkiewycz-Busynskyj; 1630 — 11 червня 1697, Битень) — церковний діяч, священник-василіянин, протоархимандрит Василіянського Чину Конґреґації Пресвятої Тройці в 1679–1686 роках.

## Життєпис
Народився 1630 року в сім'ї Григорія і Марії Бусинської. У молодому віці вступив до Василіянського Чину. Впродовж 1651–1653 років вивчав моральне богослов'я і філософію в Браунсберзькій єзуїтській колегії (прибув до колегії 24 вересня 1651, а виїхав у червні 1653). 5 листопада 1653 року в 23-річному віці записався на подальші богословські студії до Папської грецької колегії св. Атанасія в Римі (завершив студії 22 червня 1657 року). Під час навчання в Римі 25 грудня 1654 року був висвячений на священника.
Після повернення зі студій був настоятелем у Бересті, «де монастирець від фундаменту відновив». На генеральній капітулі, що відбулася в березні 1667 року в Бересті був обраний консультором на 4 роки, проте вже у вересні цього ж року на капітулі у Вільно, переобраний на довічного консультора після смерті попередника о. Себастіяна Кучинського. Упродовж 1667–1875 років був ігуменом Битенського монастиря, потім Віленського Свято-Троїцького. У 1679 році делегати Жировицької капітули обрали о. Стефана Мартишкевича на уряд протоархимандрита. В січні 1680 року прибув до Любліна на унійно-православний колоквіум, наради якого так і не відбулися.
У першій половині 1680-х років до критичного рівня дійшли дебати керівництва Василіянського Чину із митрополитом Кипріяном Жоховським. Протоархимандрит і консультори відстоювали право василіян на екземпцію Чину, тобто підпорядкування безпосередньо Апостольському Престолові, та право вибирати протоархимандритів з-поміж монахів, а не як було донедавна, коли митрополити були протоархимандритами Василіянського Чину. Утворилися дві фракції василіян: меншість, яку очолював Жоховський і підтримував архієпископ Маркіян Білозор і більшість на чолі з протоархимандритом. Митрополит навіть двічі скликав капітули до Мінська (25–31 липня 1683) і до Новогрудка (19–22 березня 1684), на яких його було обрано протоархимандритом, однак Апостольський Престол цих капітул не потвердив. Обидві сторони дійшли до порозуміння на капітулі в Новогрудку (1–10 серпня 1686 р.), скликаній апостольським нунцієм в Речі Посполитій Опіціо Паллавічіні, наслідком якої стала «Угода» (Nexus) між Київським митрополитом і Василіянським Чином.
Від 1682 року, ще будучи протоархимандритом, Мартишкевич став архимандритом Полоцького Борисо-Глібського монастиря і перебував на цій посаді до 1693 року. У 1693 році став консультором Чину та Битенським ігуменом і виконував ці уряди до смерті.
Помер в Битені 11 червня 1697 року.

## Характеристика
Укладач життєписів василіян кінця XVII — початку XVIII ст. писав про проповідницький талант о. Стефана Мартишкевича-Бусинського і його адміністративні здібності. Умів налагодити серед монашої братії монашу карність і запровадити порядок. Ті, хто його добре знали, казали про нього: «Від пера Сушиного, від напімнення Мартишкевичового, вибав нас Господи…».

## Зауваги
1. ↑  Martischevius Stephanus, OSBM, diac.; filius Gregorii et Mariae Businski, Polonus... — див. Meletius M. Wojnar OSBM. De Protoarchimandrita Basilianorum… — P. 266.